# Premio Mujeres de Éxito
Premio Mujeres de Éxito es un reconocimiento organizado por la Fundación Mujeres de Éxito de Colombia donde se premia a las mujeres colombianas que por su vocación de servicio, iniciativa, constancia, crecimiento profesional, esfuerzo y autenticidad, han aportado al desarrollo integral del país.

## Características
El Premio Mujeres de Éxito fue creado en el año 2000 y sigue desde su creación a miles de mujeres colombianas que están en constante trabajo por el desarrollo del país, región o comunidad.
El premio es independiente y autónomo. El jurado está conformado en su totalidad por mujeres líderes, con importantes trayectorias, reconocidas y comprometidas en el apoyo a las mujeres del país. El reconocimiento tiene unos criterios de evaluación claros y definidos.

## Ceremonia
Cada tres años, en una ceremonia especial se reconocen en su diversidad las mujeres lideresas Colombianas. La última entrega se realizó el 15 de agosto de 2013, convirtiéndose en la quinta entrega de los premios con diez categorías definidas y para las cuales desde ya se están recibiendo postulaciones.

## Categorías
“...política, económica, social, ciencia y tecnología, educativa, artística y cultural, deportiva, mujeres en el exterior, emprendimientos rurales, mujeres en la Fuerza Pública…” Video Promocional Premio Mujeres de Éxito 2013 - 5.ª versión
- Política: Mujeres que trabajan en el sector público y muestran resultados concretos en su gestión. A su vez, se tendrán en cuenta mujeres elegidas por votación popular que a través de su vocación y espíritu de servicio han logrado una gestión destacada.
- Económica - Empresarial: Mujeres vinculadas al sector financiero y empresarial que con su gestión ética y solidaria no sólo generan riqueza sino que promueven la responsabilidad social empresarial.
- Social – Comunitaria: Mujeres que con su capacidad de servicio generan procesos de autonomía y autogestión sostenibles en las comunidades en las que hacen presencia y con su ejemplo la reflexión y el sentido crítico frente a situaciones cotidianas del país.
- Ciencia y Tecnología: Investigadoras que abordan la ciencia y la tecnología con acciones que generan alternativas de vida, que no destruyen, que son pertinentes en el contexto actual, visibles y de impacto social.
- Educativa: Mujeres que promueven prácticas pedagógicas con equidad, que atraviesan espacios y generan verdaderas transformaciones en su entorno.
- Artística – cultural: Mujeres que se destacan en las diferentes expresiones artísticas por su originalidad, talento, esfuerzo y terquedad.
- Deportiva: Mujeres que con disciplina, constancia y entusiasmo, asumen el desafío de la práctica de un deporte o son promotoras ejemplares de prácticas lúdicas que generan transformaciones y vidas más sanas.
- Colombianas en el Exterior: En esta categoría se destaca la labor de las mujeres que logran éxitos y reconocimientos a su labor fuera del país, en diversos espacios.
- Emprendimientos Rurales: Mujeres que participan activamente en el desarrollo rural colombiano, cumpliendo los parámetros ambientales y sociales en su entorno, sea de forma individual o asociativa.
- Mujeres en la Fuerza Pública: Mujeres que con sentido de patria, ética y coraje, asumen el compromiso de servir al país desde sus Fuerzas Armadas.

## Ganadoras
| Año  | Premiada                                                                     | Categoría                                  | Nacionalidad |
| ---- | ---------------------------------------------------------------------------- | ------------------------------------------ | ------------ |
| 2012 | Emilia Eneyda Valencia                                                       | ARTÍSTICA CULTURAL - Primer lugar          | Colombia     |
| 2012 | Diana Carolina Montenegro García                                             | ARTÍSTICA CULTURAL - Segundo lugar         | Colombia     |
| 2012 | Alba Marina Cotes                                                            | CIENTÍFICA - Primer lugar                  | Colombia     |
| 2012 | Alba Alicia Trespalacios                                                     | CIENTÍFICA - Segundo lugar                 | Colombia     |
| 2012 | Adriana Ocampo Uria                                                          | COLOMBIANAS EN EL EXTERIOR - Primer lugar  | Colombia     |
| 2012 | Liliana Angarita                                                             | COLOMBIANAS EN EL EXTERIOR - Segundo lugar | Colombia     |
| 2012 | Mariana Pajón                                                                | DEPORTIVA - Ganadora Emérita               | Colombia     |
| 2012 | Mildred Carolina Pineda Echeverry                                            | DEPORTIVA - Primer lugar                   | Colombia     |
| 2012 | Ruth Georgina Vargas García                                                  | ECONÓMICA/EMPRESARIAL - Primer lugar       | Colombia     |
| 2012 | Adriana María Alonso                                                         | ECONÓMICA/EMPRESARIAL - Segundo lugar      | Colombia     |
| 2012 | María Aurora Carrillo                                                        | EDUCACIÓN - Primer lugar                   | Colombia     |
| 2012 | Ana Rita Russo de Sánchez                                                    | EDUCACIÓN - Segundo lugar                  | Colombia     |
| 2012 | María Amparo Jaramillo                                                       | EMPRENDIMIENTO RURAL - Primer lugar        | Colombia     |
| 2012 | Lizbeth Omira Bastidas Jacanamijoy                                           | EMPRENDIMIENTO RURAL - Segundo lugar       | Colombia     |
| 2012 | Mayor Diana Torres Castellanos - Policía Nacional de Colombia                | FUERZA PÚBLICA - Primer lugar              | Colombia     |
| 2012 | Capitán de Navío Sara Edith Moreno Mazo - Armada de la República de Colombia | FUERZA PÚBLICA - Segundo lugar             | Colombia     |
| 2012 | Elsa Margarita Noguera de la Espriella                                       | POLÍTICA - Primer lugar                    | Colombia     |
| 2012 | Stybaliz Maideth Castellanos                                                 | POLÍTICA - Segundo lugar                   | Colombia     |
| 2012 | Josefina Klinger Zúñiga                                                      | SOCIAL COMUNITARIA - Primer lugar          | Colombia     |
| 2012 | Aída Patricia Moya Rojas                                                     | SOCIAL COMUNITARIA - Segundo lugar         | Colombia     |